# St. Michael (Sandberg)

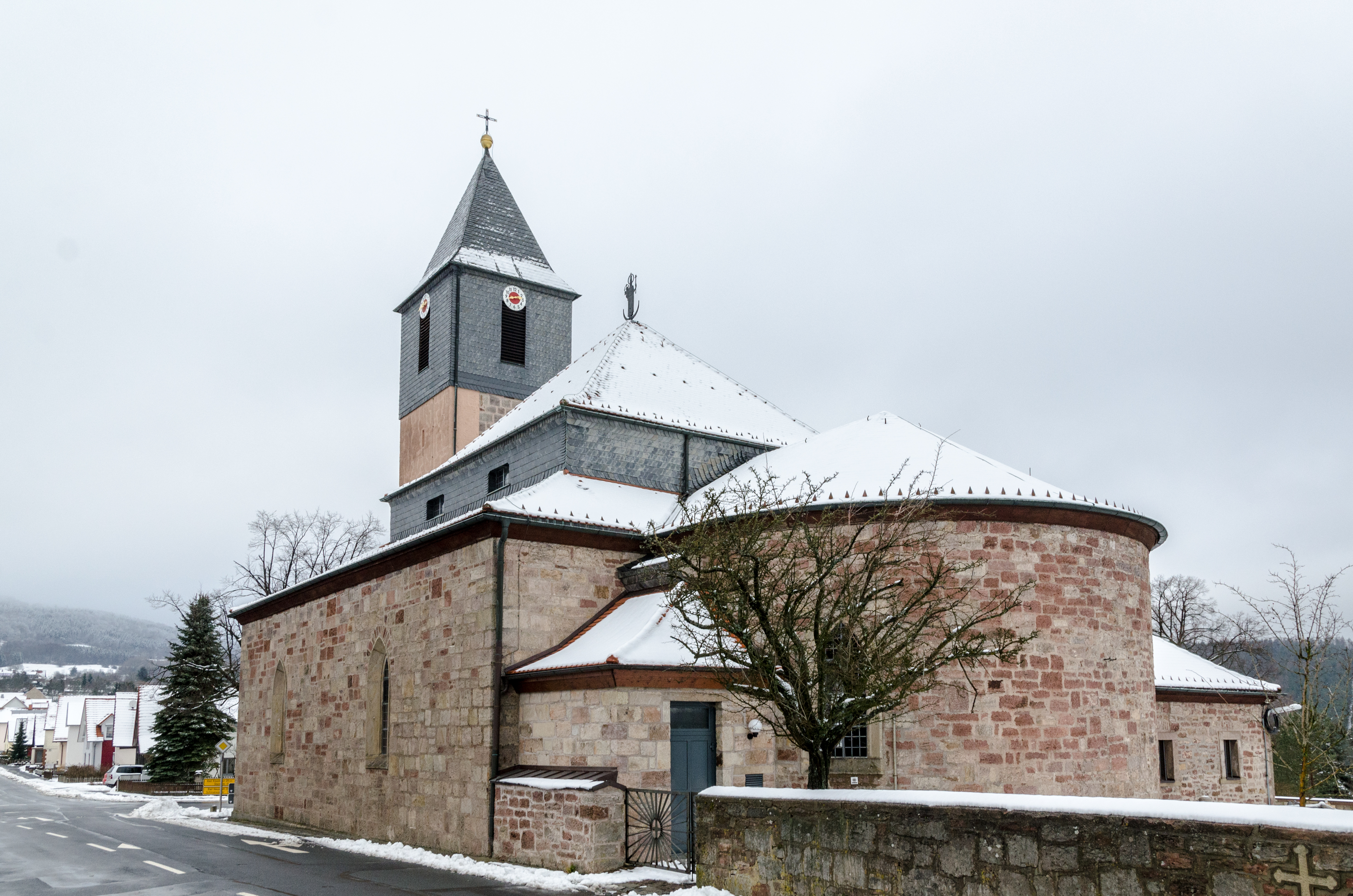
Die Kirche in Sandberg

Die römisch-katholische Pfarrkirche St. Michael ist die Dorfkirche von Sandberg im unterfränkischen Landkreis Rhön-Grabfeld. Die Kirche gehört zu den Baudenkmälern von Sandberg und ist zusammen mit dem Friedhofskreuz und einer Figur des heiligen Michael unter der Nummer D-6-73-162-2 in der Bayerischen Denkmalliste registriert. Sandberg ist der Mittelpunkt der Pfarreiengemeinschaft „Die Walddörfer“.

## Geschichte
Sandberg war zunächst eine Filiale der Pfarrei Premich und wurde im Jahr 1864 eigenständige Pfarrei. Im Jahr 1931 wurde die heutige Kirche im barockisierenden Heimatstil erbaut.

## Beschreibung
Der Kirchturm mit Zeltdach erhebt sich an der Nordseite des Langhauses. Das Langhaus wird in der Mitte von einem Obergaden überragt. Der südliche Chor ist halbrund.

## Ausstattung
Im Chor befindet sich ein Gemälde der heiligen Michael mit Inschrift. Die Kirche besitzt keine Altäre. Links im Langhaus steht eine hölzerne Kanzel. Die Orgel ist auf der nördlichen Empore aufgestellt.

## Glocken
Im Kirchturm hängen drei Glocken mit den Tönen g’ — b’ — c”.